# Брил Билдинг
Брил Билдинг е офис сграда в Ню Йорк.
Намира се на авеню „Бродуей“ 1619 и на 49-а улица, в Театралния район на Манхатън, на север от Таймс Скуеър и малко на север от квартала Тин Пен Ели, заемащ своето място в историята на мюзикълите на страната.
Прочута е с офисите, предназначени за работещи в музикалната индустрия, и със студиата, в които са сътворени едни от най-популярните американски музикални мелодии и песни. На височина достига 11 етажа и има наемна площ от 175 000 квадратни фута (или 16 300 m2).
Името Брил идва от кинкалерист, който има магазин на приземния етаж, а по-късно купува сградата. Тя е купена през юни 2013 г. от „Бродуей 1619 Риълти“ ООД и се реконструира генерално.